# 781 Картвелія
781 Картвелія (781 Kartvelia) — астероїд головного поясу, відкритий 25 січня 1914 року.
Тіссеранів параметр щодо Юпітера — 3,092.